# Ethobuella tuonops
Ethobuella tuonops är en spindelart som beskrevs av Chamberlin och Ivie 1937. Ethobuella tuonops ingår i släktet Ethobuella och familjen panflöjtsspindlar. Inga underarter finns listade i Catalogue of Life.